# Jean-Baptiste Gerin
Juan Bautista Gerin (1797-1863), Siervo de Dios francés. 

## Vida
Conocido como el Santo Cura de Grenoble, en referencia de su amigo San Juan María Vianney, fue un presbítero francés, cura de la Catedral Nuestra Señora de Grenoble de 1835 hasta su muerte. Conocido como un ejemplo de vida sacerdotal y de devoción de los pobres. También fue un verdadero mártir del confesionario.

## Beatificación
Fue considerado un gran santo durante su vida. 
Su causa de beatificación, se detuvo de repente en 1928, fue adquirida en 2012 por la diócesis de Grenoble. Muchas biografías del santo sacerdote Gerin se han publicado.